# Boaedon radfordi
Espèce
Boaedon radfordi est une espèce de serpents de la famille des Lamprophiidae. 

## Répartition
Cette espèce vit dans la province orientale dans la République démocratique du Congo et dans la région Ouest d'Ouganda.

## Étymologie
Cette espèce est nommée en l'honneur de Larry Radford.

## Publication originale
- Greenbaum, Portillo, Jackson & Kusamba, 2015 : A phylogeny of Central African Boaedon (Serpentes: Lamprophiidae), with the description of a new cryptic species from the Albertine Rift. African Journal of Herpetology, vol. 64, no 1, p. 18–38.